# François Arsène Jean Marie Eugène Lemasle Lễ
François Arsène Jean Marie Eugène Lemasle Lễ là một giám mục Công giáo người Pháp, phục vụ truyền giáo tại Việt Nam. Ông từng chức Giám mục Tông Toà Giáo phận Huế từ năm 1937 đến năm 1946.

## Thiếu thời và tu tập
Giám mục François Arsène Jean Marie Eugène Lemasle Lễ sinh tại Servon (tỉnh Manche), Pháp ngày 19 tháng 12 năm 1874, trong một gia đình danh giá. Ông học bậc tiểu học nơi các Sư Huynh Trường Kitô ở Ploermel, và nhờ linh mục Guillard, trước khi vào Tiểu chủng viện Abbeye-Blanche. Ông tốt nghiệp cấp hai với tấm bằng tú tài văn chương ngày 11 tháng 11 năm 1893.
Ông đáp lại ơn gọi vào đời sống giáo sĩ, nhập Đại Chủng viện Coutances. Tháng 9 tháng 1894, ông đến Chủng viện Hội Thừa Sai Hải Ngoại Paris.
Mọi việc tiến triển, thì bất ngờ, cơn bệnh buộc ông phải ngưng việc học và đi đến trường Saint-Grégeire ở Pithiviers, để vừa dạy học, vừa có thể tịnh dưỡng sức khoẻ.

## Linh mục

### Vị linh mục sức khoẻ yếu
Khi sức khoẻ hồi phục, ông trở về Chủng viện Hội Thừa Sai Hải Ngoại để tiếp tục học thần học và ngày 26 tháng 6 năm 1898, được thụ phong linh mục cùng với 43 người khác. Tối hôm đó, cùng với các linh mục Morineau và Guichard, ông nhận bài sai đi Miền Bắc Đàng Trong, nay là Miền Truyền giáo Huế. Ngày 27 tháng 7 cùng năm, ông lên đường.
Đến Miền Truyền giáo, ông học ngay tiếng Việt, nhưng ít lâu sau, bệnh tiêu chảy nặng buộc ông đến dưỡng đường của Hội Thừa Sai tại Hồng Kông vào cuối năm 1898.

### Giáo sư Tiểu chủng viện - Đại Chủng viện
Tháng 7 năm 1899, ông vừa bình phục và về Miền Truyền giáo. Giám mục Caspar bổ nhiệm ông làm giáo sư môn tu từ học tại Tiểu chủng viện An Ninh. Đối với ông, đó là thời gian rất thuận lợi và dễ chịu giúp ông làm quen với khí hậu và tăng cường sức khoẻ. Vừa trải qua 3 năm trong cơ sở này, linh mục Lemasle đã trở thành giáo sư Đại chủng viện Huế, dạy triết học và thần học trong 10 năm.

### Linh mục Chánh xứ Cổ Vưu - Chánh xứ Phanxicô Xaviê
Năm 1911, ông đổi nhiệm sở, ông lãnh trách nhiệm lo giáo xứ Cổ Vưu và các họ nhánh, trong tỉnh Quảng Trị, lo hạt Dinh Cát và tu viện các Nữ tu, phụ trách đền thánh Đức Mẹ La Vang và các cuộc hành hương. Chỉ có một linh mục phó người Việt giúp ông. Ông xây dựng một vài công trình mới cho tu viện, đặc biệt một ngôi nhà nguyện rộng rãi và thanh nhã. Trách nhiệm của ông hiện gồm 15 giáo xứ, 17 linh mục và 11.031 giáo dân.
Các giáo dân gắn bó với ông, vì vậy họ tiếc nuối khi ông rời giáo xứ Cổ Vưu, để đi đảm trách giáo xứ Phanxicô Xaviê ở Huế. Giáo xứ này vừa mới thành lập, phần nhiều là những công chức. Ngoài số giáo dân, ông phải lo tổ chức trong giáo xứ và đào luyện đời sống đạo, lo các bệnh viện Pháp và bản địa, lo trường Jeanne-d’Arc và các lính nhà lao. Mỗi Chúa Nhật giải thích cho họ học thuyết Kitô giáo một cách có phương pháp và rõ ràng: vì thế ông chuẩn bị kĩ lưỡng các bài giảng và bài giáo lý, dạy giáo lý cho các học sinh trường Jeanne-d’Arc cũng như các trẻ trong giáo xứ.
Các bệnh nhân trong bệnh viện được ông thăm một ngày hai lần và ông luôn sẵn sàng để đến với bệnh nhân khi được gọi, cả ngày lẫn đêm. Ông vui mừng rửa tội được nhiều lương dân. Với các quân nhân, ông luôn có những mối tương quan tốt đẹp làm cho việc mục vụ được dễ dàng.
Phải làm việc truyền giáo gây tổn hại cho sức khoẻ của ông, ông phải đi nghỉ vài tháng ở Đà Lạt, và ông tiếp tục việc mục vụ.

### Linh mục Chính Giáo phận

#### Về Pháp chữa bệnh
Năm 1930, linh mục Lemasle được bổ nhiệm làm linh mục Chính Miền Truyền giáo và là Đại diện Thừa Ủy thế linh mục Chabanon được bổ nhiệm làm Giám mục. Nhưng ít lâu sau, cơn bệnh ông trở nặng buộc ông về Pháp chữa trị.
Ngày 26 tháng 3 năm 1931, ông viết như sau cho vị Giám mục của ông:
Thưa Đức Cha, như con đã báo trước với Đức Cha, Phân khoa bệnh viện (Faculté) đòi con phải lo đi chữa bệnh ở Pháp. Tình trạng sức khoẻ buộc con phải chịu hy sinh này làm cho con rất cực lòng nhất là trong hoàn cảnh hiện nay. Con hy vọng có thể ở lại đây, nhưng các bác sĩ nói với con rằng một thời gian lưu lại tại Pháp là tuyệt đối cần thiết. 
Vì vậy ông lên đường và đến Marseille ngày 27 tháng 6 năm 1931 cùng với nhiều linh mục. Một vài ngày sau đó, ông đã gặp lại mẹ, người em và các bà con khác.
Ông viết cho Giám mục Chabanon: Vui biết bao cho mọi người! Xúc động biết chừng nào! Điều không ngăn cản con vẫn ở gần Đức Cha trong tâm tưởng. Vào tháng 12 năm 1931, ôngi lên bàn mổ tại Paris mang lại cho ông một sức khoẻ rất khả quan.
Suốt thời gian tại Pháp, ông lo lắng nhiều đến việc thiết lập trường Providence ở Huế, tìm Hội dòng đảm đương cơ sở này mà không thành công, tất cả mọi hội dòng đều thiếu nhân sự. Ông bắt đầu đi kiếm tìm các giáo sư tình nguyện nhưng cũng không đạt kết quả.
Trong khoảng thời gian đó, ông đến Roma, nơi ông gặp Giáo hoàng Piô XI tiếp kiến riêng. Trong vòng 20 phút, ông trình bày cho Giáo hoàng biết về giáo phận Huế, về hàng giáo sĩ và các công trình của giáo phận. Ông cũng nói chuyện với Hồng y Tổng trưởng Bộ truyền giáo, là người rất quan tâm đến việc thiết lập một trường cấp hai ở Huế.

#### Trở lại Việt Nam
Sau khi phục hồi sức khoẻ đầy đủ để trở lại Miền Truyền giáo, ông viết cho Giám mục Chabanon: Ở Paris chắc hẳn người ta sẽ không ngăn trở việc con lên đường đầu năm 1933, với điều kiện là các bác sĩ cho phép con đi về lúc đó.
Vào tháng 4, ông trở về Huế mà không tìm được một Hội dòng nào có thể chấp nhận trách nhiệm lo trường Providence. Ông phải lo tự đảm trách và ông được đặt làm Bề trên cơ sở này, "Thiên Hựu Học Đường" với các linh mục giáo sư Thục, Dancette, Massiot, Thích.
Ngày 17 tháng 8 năm 1933, Giám mục Chabanon làm phép cơ sở mới này, và Khâm Sứ Toà Thánh chúc mừng ngôi nhà giáo dục này với những lời chúc sau đây: "Vivat, crescat, floreat et fructificet" (Sống mạnh, tăng trưởng, nở hoa và sinh trái)! Ngay ngày hôm sau, được vài vị giáo sư giúp đỡ, ông đã nhận những học sinh đầu tiên. Người ta bắt đầu dạy lớp sixìème và mỗi năm phải thêm một lớp. Trước hết, thời gian đầu đầy khích lệ do số học sinh đông. Sau đó, các học sinh học hành siêng năng và có tinh thần rất tốt, những năm sau đó ghi nhận nhiều kết quả tốt đẹp.
Khi làm Giám mục, ông đã đặt ngôi trường này dưới sự bảo trợ của thánh Têrêxa Lisieux, vào ngày 2 tháng 10 năm 1938.

## Giám mục
Tháng 4 năm 1936, Giám mục Chabanon đi Pháp, hoàn toàn kiệt sức, ông điều hành Miền Truyền giáo và lúc Giám mục Chabanon qua đời ngày 4 tháng 6 năm 1936, ông trở thành Giám quản tạm thời. Tám tháng sau, Toà Thánh đã đặt ông làm giám mục hiệu toà Teuchira và Đại diện Tông Toà Huế. Ngày 10 tháng 2 năm 1937, tin báo đến Huế.
Ngày 27 tháng 5 năm 1937, Khâm Sứ Toà Thánh chủ tế lễ tấn phong Giám mục của ông tại Nhà thờ chính toà Phủ Cam. Rất nhiều lời chúc mừng cùng gửi đến ông từ khắp nơi.
Báo Tuần tôn giáo (Semaine religieuse) của Coutances loan tin Giáo hoàng Piô XI chọn linh mục Lemasle làm Đại diện Tông Toà Miền Truyền giáo Huế, đã viết: Giáo hội tại Coutances vui mừng làm giàu thêm một tên nữa cho danh sách vinh quang của các linh mục đã được nâng lên hàng giám mục, ở Normandie, người ta hân hoan và mong một ngày nào đó được thấy lại ông ở Pháp.
Các chủng viện được ông thăm viếng thường xuyên và ông chủ toạ các kỳ thi và khảo hạch các đại chủng sinh. Ngoài ra, ông cũng chủ toạ các cuộc Đại hội hành hương Đức Mẹ La Vang.
Ông ra thư mục vụ chỉ định các nghi thức cho toàn giáo phận để mừng kỷ niệm 100 năm cuộc tử đạo của hai Chân Phước Jaccard Phan và Tôma Thiện. Ngày khai mạc các nghi lễ là 21 tháng 9 năm 1938 và bế mạc là 21 tháng 9 năm 1939.
Vào tháng 6 năm 1941, tại nhà thờ chính toà Phủ Cam, ông phong chức 8 linh mục, trong đó có một người chắt của Minh Mạng - vị vua bắt bớ việc truyền đạo.
Ông cũng quan tâm nhiều đến các dòng tu và việc đào luyện trí thức, nghiệp vụ các tu sĩ. Ông tạo điều kiện cho việc mở trường trong mọi nhiệm sở của Miền Truyền giáo. Ông muốn các thầy giáo phải được chọn lựa kỹ càng và có trình độ. Sự trợ lực của các nữ tu bản xứ giúp cho ông lập được một số trường trong các giáo xứ mới, nhưng số các trường vẫn còn thiếu và ngân khoản không đủ. Vì vậy, ông thiết lập "Hiệp Hội Đức Maria" để tăng cường việc giáo dục thiếu nhi và thanh thiếu niên. Mọi cố gắng đang diễn tiến tốt đẹp trong cả ba tỉnh của Miền Truyền giáo, thì 23 trường lại bị huỷ hoại hoàn toàn do chiến tranh.
Việc tổ chức Công giáo Tiến Hành trong giáo phận cũng được ông quan tâm và nếu các khốn khổ thời thế: chiến tranh và tình hình chính trị ngăn cản việc thu lượm những kết quả có quyền mong ước, ông vẫn đi theo quan điểm của Toà Thánh.
Các cuộc thăm viếng mục vụ kéo dài trong khoảng 40 ngày mỗi năm, tất cả được tiên liệu và sắp đặt trước. Ông trải qua nhiều ngày trong các điểm truyền giáo tuỳ theo tầm quan trọng, để khảo hạch các em chịu phép Thêm sức. Ông đích thân hỏi các thiếu nhi và những người tân tòng, rồi các linh mục phụ giúp ông tiếp tục hỏi một vài câu trước mặt ông. Ông thấy các cuộc khảo hạch này cần thiết để buộc các người sắp chịu phép Thêm Sức học Giáo lý và để chính ông thấy được việc học của các người này thế nào. Các cuộc thăm viếng mục vụ này thỉnh thoảng rất cực nhọc. Nhiều lần ông mệt nhọc vì cái nóng nghẹt thở, cũng như do quá nhiều việc và tình trạng đường xấu buộc ông đi bộ chân trần và lội qua các khe nước. Mặc dù lớn tuổi, ông vẫn không than phiền và nếu có người xin lỗi trước mặt ông, ông đơn sơ trả lời: Tốt thôi! Tôi quen rồi!.

## Ngày tháng cuối đời
Cuộc viếng thăm mục vụ cuối cùng của ông bị ngăn trở do cuộc đảo chính Nhật ngày 9 tháng 3 năm 1945. Lúc đó ông đang ở Quảng Bình, nghe đằng xa có những tiếng nổ lớn mà không biết điều gì đang xảy ra. Các nghi thức ban sáng ở Binh Thôn vừa chấm dứt, ông đi về Tam Toà, gần Đồng Hới.
Vừa đến đó, ông được cho biết tình hình nặng nề. Đêm yên tĩnh, nhưng sáng hôm sau vừa xong lễ, ông phải xuống thuyền và trốn khỏi quân Nhật đang ngăn chặn mọi người Âu và tìm bắt vị Giám mục. Con thuyền chạy nhanh hết sức trong hai ngày, ông trốn tránh trong các giáo xứ, cuối cùng người ta kiếm cho ông một chiếc xe kéo để đi đến Tiểu chủng viện An Ninh. Ông đi khoảng 8 giờ tối với một linh mục, đi suốt cả đêm không bị quấy rầy và sáng ra đến được An Ninh.
Hai ngày sau, một chiếc thuyền đến đón ông để đưa về Huế, nơi đó ông bị buộc phải ở trong nhà cho đến ngày đi Sài Gòn 4 tháng 8 năm 1946.
Những tháng đầu không thể ra khỏi vùng bị giới hạn, nhưng ông vẫn có thể thỉnh thoảng đi đến Đại chủng viện và trong một vài dòng tu gặp gỡ các linh mục. Nhưng sau đó, do hoàn cảnh chính trị, ông không thể đi ra khỏi vùng tập trung. Mặc dầu tỏ ra lạc quan và vui tính, nhưng vào tháng 6 năm 1946, ông ngã bệnh. Bác sĩ săn sóc ông rất tận tình, nhưng chỉ giúp ông khá hơn một chút. Không thể cung cấp cho ông đầy đủ thuốc men cần thiết, bác sĩ quyết định ông phải đi chữa bệnh tại Sài Gòn, để thay đổi môi trường và khí hậu, hy vọng phục hồi sức khoẻ. Ông được mọi săn sóc cần thiết tại bệnh viện Saint-Paul ở Sài Gòn, nhưng càng lúc càng yếu không còn hy vọng gì chữa lành. Ngày 26 tháng 9 lúc 8 giờ tối, ông qua đời.
Tang lễ do Giám mục Gioan Cassaigne Sanh Đại diện Tông Toà Sài Gòn chủ sự diễn ra rất đơn sơ trong Nhà thờ Đức Bà. Linh cữu ông được an táng trong nghĩa trang của các thừa sai gần bên mộ của vị giám mục danh tiếng Adran.